# Жидо
33°51′15″ пн. ш. 95°36′51″ сх. д. / 33.85409° пн. ш. 95.6142° сх. д.
Жидо (кит. 治多县, пін. Zhìduō Xiàn, трансліт. Zhidoi) — один із повітів КНР у складі Юйшу-Тибетської автономної префектури, провінція Цинхай. Адміністративний центр — містечко Г'яджепоро.

## Географія
Середня висота Жидо над рівнем моря складає понад 4500 метрів. Західна половина повіту — це плато Кукушилі, північ — гори Куньлунь.

### Клімат
Повіт знаходиться у зоні так званої «гірської тундри», котра характеризується кліматом арктичних пустель. Найтепліший місяць — липень із середньою температурою 9,7 °C. Найхолодніший місяць — січень, із середньою температурою -12,3 °С.
| Клімат повіту Жидо      | Клімат повіту Жидо | Клімат повіту Жидо | Клімат повіту Жидо | Клімат повіту Жидо | Клімат повіту Жидо | Клімат повіту Жидо | Клімат повіту Жидо | Клімат повіту Жидо | Клімат повіту Жидо | Клімат повіту Жидо | Клімат повіту Жидо | Клімат повіту Жидо | Клімат повіту Жидо |
| Показник                | Січ.               | Лют.               | Бер.               | Квіт.              | Трав.              | Черв.              | Лип.               | Серп.              | Вер.               | Жовт.              | Лист.              | Груд.              | Рік                |
| Середній максимум, °C   | −3                 | −0,9               | 3,3                | 7,6                | 11,4               | 13,9               | 16,4               | 16,1               | 13,1               | 7,5                | 1,8                | −1,8               | 7,1                |
| Середня температура, °C | −12,3              | −9,5               | −5,1               | −0,7               | 3,7                | 7,3                | 9,7                | 9                  | 5,8                | −0,6               | −7,6               | −11,7              | −1                 |
| Середній мінімум, °C    | −20,3              | −17,5              | −12,6              | −8,1               | −2,9               | 2                  | 4,1                | 3,1                | 0,6                | −6,4               | −14,7              | −19,6              | −7,7               |
| Норма опадів, мм        | 3.4                | 3                  | 5.9                | 10.2               | 35.4               | 85.7               | 94.7               | 83.2               | 71.7               | 22.1               | 2                  | 2.3                | 419.6              |
| Вологість повітря, %    | 44                 | 42                 | 42                 | 47                 | 58                 | 68                 | 69                 | 70                 | 73                 | 63                 | 50                 | 44                 | 55.8               |
| ----------------------- | ------------------ | ------------------ | ------------------ | ------------------ | ------------------ | ------------------ | ------------------ | ------------------ | ------------------ | ------------------ | ------------------ | ------------------ | ------------------ |
| Джерело: data.cma.cn    |                    |                    |                    |                    |                    |                    |                    |                    |                    |                    |                    |                    |                    |